# Legacy of Kain: Soul Reaver
Legacy of Kain: Soul Reaver é um jogo eletrônico de ação-aventura com perspectiva em terceira pessoa criado pela Crystal Dynamics e publicado pela Eidos Interactive. O jogo foi lançado no dia 16 de agosto de 1999 para PlayStation e sistemas Microsoft Windows e em 27 de janeiro de 2000 para Sega Dreamcast. É o segundo jogo lançado na série Legacy of Kain, procedendo Blood Omen: Legacy of Kain. Foi sucedido por outros três jogos, sendo que um deles, Legacy of Kain: Soul Reaver 2, é uma sequência direta.
A trama inicia-se por volta de 1500 anos após os eventos de Blood Omen. Em Soul Reaver, o jogador acompanha Raziel, um dos tenentes vampiros de Lorde Kain, que executado ao mando de seu mestre, retorna do outro mundo como um espectro. Tal forma fantasmagórica lhe é conferida por uma "divindade" misteriosa conhecida apenas como "The Elder God" (O Deus Ancião), o qual o faz para que Raziel torne-se um "Soul Reaver" (algo como um "Ceifador de Almas") e assim possa obter sua vingança. Raziel divide o título do jogo com a espada amaldiçoada de Kain que também chama-se "Soul Reaver" - espada esta que o protagonista adquire ao longo da jornada.
A produtora Crystal Dynamics iniciou o desenvolvimento do jogo em 1997 em parceria com a Silicon Knights, que havia desenvolvido Blood Omen. Porém, a relação entre as duas empresas foi rompida, e isto gerou uma série de problemas legais. Estes e outros contratempos forçaram conteúdo originalmente planejado para  Soul Reaver à ser lançado em jogos posteriores da série.
Soul Reaver foi bem recebido pela crítica especializada e elogiado por sua história gótica intrigante e gráficos de alta qualidade. Porém, o jogo foi criticado por sua mecânica simples e repetitiva, além do final insatisfatório (no estilo "Cliffhanger", como é conhecido o termo em inglês). O título foi incluído na lista Sony Greatest Hits, e foi disponibilizado na PlayStation Network para ser baixado, isto em novembro de 2009.

## Início
Em 1999, a Crystal Dynamics lança o segundo jogo da série, com o título Legacy of Kain - Soul Reaver. Pela primeira vez (e dali para frente), a série saiu de um universo bidimensional, abandonou o caráter híbrido de aventura, ação e RPG, e entrou definitivamente no universo 3D dos jogos, centrando-se na ação e na aventura. Fatores como a exploração pelas áreas e longas viagens entre diferentes domínios foram altamente valorizados com a criação de um amplo mundo a ser descoberto pelo jogador. Esta mudança foi importante, pois trouxe a série a um segmento de jogos de exploração em 3D que, na data do lançamento do título, estava em seu mais alto ponto.

## História
Na linha da história da série, passaram-se mais de 1500 anos desde os eventos de Blood Omen: Legacy of Kain. Kain, que havia dizimado os insanos Guardiões dos Pilares, estava prestes a purificá-los e salvar Nosgoth do caos. Porém quando soube que ele mesmo era o último guardião, e que também deveria morrer para cumprir com o nobre objetivo, Kain negou-se a tal e renunciou ao sacrifício perante os Pilares de Nosgoth, preferindo viver e governar ele mesmo no posto supremo. Sua escolha levou os Pilares à ruína, trazendo a desgraça para o mundo.
Com a formação de seu império em Nosgoth, Kain trouxe à vida seis guerreiros vampiros, que ironicamente outrora fizeram parte de uma grande seita de caçadores implacáveis desta raça. Revividos por Kain, estes tornaram-se seus filhos, e formaram o conselho de Tenentes Vampiros de seu "pai". Este conselho era formado por Melchiah, o mais jovem e portador de uma terrível mácula; Zephon, um ardiloso articulador; Turel, segundo mais velho dos irmãos e experiente tenente; Rahab, comandante das frotas marinhas dos exércitos vampíricos; Dumah, o general do mais forte clã de guerreiros de campo; e Raziel, o mais prodigioso e habilidoso guerreiro dentre a irmandade, primogênito de Kain. 
Aniquilando com a maior parte dos reinos humanos e sobrepujando a única possível ameaça a seus planos de dominação - os monges guerreiros Serafan - Kain e suas forças domesticaram a humanidade e moldaram o mundo de acordo com seus desejos.
Em Nosgoth, ao longo de sua existência, os vampiros podem sofrer mudanças que lhe conferem novas habilidades. Com o amadurecimento, seus corpos evoluem para uma forma superior. Kain era sempre o primeiro a evoluir, seguido por seus asseclas anos, até séculos mais tarde. Porém Raziel, o primeiro e mais poderoso vampiro gerado por Kain, teve o "infortúnio" de evoluir antes de seu mestre, tendo desenvolvido grandes asas. Por tamanha audácia, o destino de Raziel foi selado. Ele teve os ossos de suas asas arrancados brutalmente por Kain, e por ele foi condenado à execução. Raziel foi arrastado para o local de sua punição eterna: o abismo do Lago dos Mortos (uma cadeia gigantesca de quedas d'água que convergiam todas para a mesma direção, criando um enorme turbilhão)  onde lá foi atirado por seus próprios irmãos, ainda que pesarosos por darem cabo da tarefa. Para os vampiros de Nosgoth, água pura era como ácido mortal. Raziel conheceu um sofrimento indescritível, queimando até sua total dissolução.
Mas tudo seria apenas um prelúdio para sua vingança.
Após séculos no limbo, Raziel finalmente despertou - e o fez em um lugar completamente estranho. Foi então que uma soturna voz chamou por seu nome.
Esta voz apresentou-se como sendo uma "Entidade com muitos nomes", mas que ele não era seu inimigo. Disse-lhe para que não se enganasse, pois por mais que lhe parecesse assim, não havia sobrevivido ao abismo. O motivo pelo qual ele agora estava em pé ali era devido ao fato da "divindade" tê-lo "ressuscitado", dando-lhe uma forma espectral. 
Ele teria feito isso para ajudar Raziel a empreender sua vingança contra seu antigo mestre Kain e, com isto, favorecer à sua própria causa.
Ocorria que este "Deus Ancião" era o responsável pelo curso da "Roda do Destino", o ciclo eterno predestinado de nascimento, morte e renascimento ao qual todas as almas estavam atadas. Todas, menos às dos vampiros. A divindade sempre tramou uma maneira de destruí-los, pois os mesmos sendo imortais, não fazem a roda girar, a colocando em uma condição estagnada. Em troca da chance de vingar-se de seu mestre, Raziel tornaria-se seu ceifador de almas, arrancando-as dos vampiros e colocando-as de volta ao círculo infinito da Roda do Destino, assim também ajudando a entidade traiçoeira que lhe estendia a mão.
Tomado por um ódio flamejante, Raziel aceita tornar-se um Devorador de Almas em troca desta oportunidade de existência e lança-se em uma busca mortal à Kain e seus irmãos, que tão friamente o arremessaram no vórtice a mando do tirano monarca.
Mas como já mencionado, séculos se passaram desde sua dissolução no grande abismo. Muito havia mudado desde então.
Ao retornar, Raziel admira-se ao ver que Nosgoth estava ainda mais devastada do que em seus tempos. Ao saber de seus irmãos, descobre que os mesmos, assim como ele próprio, mudaram radicalmente. Suas "evoluções" os deixaram mais fortes, porém deformaram-lhes abominavelmente. Melchiah, o primeiro a ser confrontado por Raziel, transformou-se num terrível monstro rastejante de aparência esquelética. Sabendo da monstruosidade na qual tinha transformado-se e o quanto isto lhe era doloroso, Melchiah avança vorazmente contra seu irmão. Seu ataque é descuidado e ele deixa-se facilmente cair no estratagema de seu irmão. Pesaroso, Raziel o elimina definitivamente, libertando-o de seus tormentos. Porém ele sabe que isto era a vontade do próprio Melchiah, que parecia ansiar por um fim.
Após derrotar seu irmão mais novo e devorar-lhe a alma, Raziel parte diretamente para onde sabia que encontraria Kain - as ruínas dos Pilares de Nosgoth, no Santuário dos Clãs. E lá estava o criador de fato, que deixa Raziel totalmente surpreso ao mostrar que, de fato, o esperava. Este sugestiona ter dizimado o clã vampírico de Raziel, o que apura ainda mais a ira do espectro. Quando Raziel começa a criticá-lo por seus atos monstruosos, Kain simplesmente cita sobre o que havia restado do outrora "Império", para logo em seguida lançar-se furiosamente contra ele em combate. Kain mostra-se muito superior à Raziel, dominando-o por completo. Empunhando a lendária Soul Reaver, uma poderosa espada que absorvia a alma de suas vítimas, ele desfere em Raziel o que seria o golpe final. Porém a espada termina por inexplicavelmente estilhaçar-se ao atingi-lo, o que força Kain a retirar-se, parecendo estranhamente satisfeito com o ocorrido.. Ainda confuso, Raziel atravessa para o plano espiritual e encontra a lâmina devoradora de almas em sua forma espectral, a qual une-se a ele voluntariamente . Após o confronto, Ariel, o espectro da outrora Guardiã do Equilíbrio e quem havia guiado Kain em sua primeira jornada, surge para apresentar-se à Raziel, passando-lhe alguns fatos. Guiado por esta e pelo "Deus Ancião", Raziel parte para continuar sua jornada.
O ceifador chega a uma grande e milenar catedral, um dia habitada por humanos, e hoje o covil do clã vampírico Zephonim. Após avançar para os níveis mais elevados da construção, Raziel depara-se com seu irmão Zephon, que tornara-se um gigantesco aracnídeo, o qual o corpo fundira-se com a própria catedral na qual habitava. O confronto torna-se breve assim que Raziel descobre uma grande fraqueza no grotesco Zephon, a qual torna simples a tarefa de exterminar seu irmão. Ao derrota-lo e devorar-lhe a alma, Raziel utiliza de suas novas habilidades para chegar a uma cripta milenar. Lá, ele descobre caixões de membros da antiga ordem perdida dos Sarafan, uma seita de fanáticos caçadores de vampiros, dizimada séculos antes do reinado de Kain. Para o total horror de Raziel, ele descobre que esta cripta havia sido feita para sí mesmo e seus irmãos; como uma cruel ironia, Kain revivera os outrora mais importantes Sarafan para lhe servirem como seus filhos vampiros. Após estas duras revelações, Raziel prossegue através de uma passagem secreta sob a cripta e encontra uma grande capela inundada. O lugar é de domínio do clã Rahabim, os quais se haviam mutado em anfíbios; seu líder, Rahab, tornara-se um tritão. Ao confrontar mais este irmão, Raziel diz à Rahab o que aprendera sobre o passado humano deles, mas este último é indiferente quanto ao fato, clamando que Kain os "salvou" e empreendendo ataque em seguida.. Rahab é realmente invencível nas águas em que habita, mas como Zephon, há nele uma fraqueza mortal - fraqueza esta que, assim que descoberta e explorada, garante a vitória de Raziel. Ao absorver sua alma, Raziel é capaz de atravessar o temível "Lago dos Mortos" e alcançar a fortaleza abandonada onde encontraria com seu mais temido irmão, Dumah. Ao alcançar seus domínios porém, Raziel vê cadáveres de vampiros assassinados por toda a parte. O "Deus Ancião" esclarece que o clã dos Dumahim debandou-se após sua fortaleza ter sido atacada por uma legião de caçadores de vampiros. Raziel eventualmente encontra Dumah na sala do trono, acorrentado ao próprio e com o coração atravessado por uma grande estaca. Raziel precisa absorver também a alma de Dumah para alcançar Kain, e deve animar seu corpo para tanto. Ao retirar a estaca de seu coração, Dumah abre os olhos, arranca seus grilhões com facilidade e, ao ver seu irmão perante ele, agradece com desdém. Raziel deixa claro o motivo à que veio, e após rápido diálogo, Dumah parte para a ofensiva. Sabendo não ter chance contra o titã no qual transformou-se Dumah, Raziel utiliza-se novamente da inteligência. Acaba por atrair o gigante para sua própria destruição, que cai facilmente na armadilha não a percebendo e recorrendo na mesma arrogância que o cega uma vez mais. Ele acaba por tombar, sua alma é consumida por Raziel. E a jornada prossegue.
Mais tarde, Raziel descobre as Cavernas do Oráculo, onde Moebius, o Tecelão do Tempo uma vez escondeu a Chronoplasta, um dispositivo mágico que permitia ao usuário viajar no tempo. Raziel atravessa as cavernas e chega à sala de controles da Chronoplasta, onde encontra-se novamente com Kain - desta vez para a batalha final. Raziel está completamente transtornado com suas descobertas, mas Kain diz que tais ações são justificadas por serem cartadas do destino, antes de esclarecer à Raziel que os Sarafan estavam distantes de serem os nobres cruzados que ele acreditava serem e esclarece o porque de te-los transformado, explicação esta que Raziel recusa-se à ouvir. Raziel inicia ofensiva à Kain enquanto o mesmo parece estar bem mais preocupado em ativar o dispositivo Chronoplasta. Mesmo com Raziel eventualmente ganhando vantagem, Kain é bem-sucedido em ativar o dispositivo, e escapa através do portal do tempo por ele gerado, atraindo Raziel à segui-lo. Raziel atende ao chamado, ignorando avisos do "Deus Ancião".
Ao final do jogo, Raziel surge em um estranho lugar, uma fenda entre os tempos. Lá, é recebido por Moebius, o Tecelão do Tempo, levando assim a trama aos eventos de Legacy of Kain: Soul Reaver 2.

## Desenvolvimento
Soul Reaver entrou em fase de desenvolvimento juntamente com Blood Omen 2: Legacy of Kain em 1997 e focou-se na resolução de quebra-cabeças ("puzzles"), contrariamente à Blood Omen 2, cuja máxima era a ação. Durante o desenvolvimento gráfico, a equipe de produção criou áreas bem maiores as quais Raziel vai obtendo acesso de maneira gradativa ao adquirir novas habilidades, assim escapando da linearidade do primeiro jogo da série, Blood Omen. A Crystal Dynamics baseou Soul Reaver na pesquisa da Silicon Knights sobre a mitologia vampírica de Blood Omen. Outros aspectos do jogo, como a ideia de um vampiro decaído que devora almas, foram inspirados no poema épico "O Paraíso Perdido". A equipe objetivou para o jogo uma mecânica básica similar à encontrada na série Tomb Raider e usou uma versão atualizada de sistema provinda do jogo Gex 3 (ambos também títulos publicados pela Eidos) para gerar uma atmosfera de gráficos em 3D convincente. Antes do lançamento de Soul Reaver contudo, a aliança entre Silicon Knights e Crystal Dynamics, que andava deteriorando-se, enfim terminou por completo. Por sua pesquisa ter sido usada como temática para o jogo, a Silicon Knights entrou com uma ação jurídica para impedir o mesmo de continuar a ser promovido. Outros contratempos atrasaram ainda mais a data de lançamento de outubro de 1998 para agosto do ano seguinte.
Estes atrasos forçaram a Crystal Dynamics a cortar da versão final uma quantidade significativa de conteúdo, como poderes adicionais para Raziel, um terceiro confronto contra Kain e um sistema de Glyph (as pedras mágicas do jogo, que conferem poderes especiais) mais avançado, que seria capaz de imbuir a espada "Soul Reaver" com poderes elementais. Em entrevista, a diretora da série Amy Hennig declarou que a equipe de desenvolvimento dividiu o projeto inicial do jogo (que era gigantesco, segundo ela) em dois, depois de perceberem que haviam "superproduzido" o jogo, ultrapassando o tempo de término previsto e, em alguns pontos, também a capacidade do console de plataforma (então o PlayStation, de 32 bits). Esta decisão explica o final abrupto que o jogo possui, bem como a aparição de material originalmente planejado para ele apenas em suas sequências. Um dos conteúdos mais notáveis retirado por estar ainda incompleto foi a presença de um dos irmãos de Raziel, Turel. Seu clã vampírico, os Turelim, acabou sendo reaproveitado para figurarem como guardas da última área do jogo, caminho final ao confronto com Kain. Sobre o fato de ter deixado conteúdo incompleto à figurar no jogo (ou mínimamente nele escondido), Hennig explicou que foi preferível deixar estes elementos do conteúdo não-utilizado, ainda que às vezes pareça que estes não tenham uma boa explicação para estarem ali. Fizeram isto, segundo ela, para evitar erros e travamentos inesperados que poderiam acontecer se estes itens fossem simplesmente retirados. Uma revisão completa deveria ser feita no caso da eliminação destes elementos, e não havia mais tempo hábil para tal.

## Gráfico e efeitos
Graficamente, Soul Reaver é a fonte de um trabalho minucioso. Cenários 3D, texturizados e repletos de elementos são admiráveis aos olhos do jogador. As áreas do jogo possuem mais construções e cenários rochosos do que com vegetação, transmitindo um clima mais desértico e escasso. Grandes arquiteturas e edificações em um estilo gótico, castelos, ruínas, montanhas e cidades estão à disposição para serem visitadas. Efeitos de iluminação, neblina, fogo, fumaça, água entre outros são notáveis e bem trabalhados. As grandes quedas d'água, onde Raziel foi executado, são marcantes. No jogo, Raziel passa várias vezes do mundo físico para o mundo espiritual e, nessa mudança, os cenários distorcem e mudam de cor, em um vertiginoso efeito visual. Os personagens, embora não sendo grandes exemplos de realidade, são estilizados em um aspeto único e limpo. Mas mesmo assim eles somente desfrutam de seus movimentos corporais, pois seus rostos são estáticos, sem qualquer movimento de expressão, olhar ou fala. A versão do jogo para o console Dreamcast é a que possui os melhores gráficos. A abertura de Soul Reaver foi produzida inteiramente full-motion vídeo (conhecido pela sigla "FMV", uma sequência de vídeo digitalizado) tendo a narrativa de Raziel a descrever os fatos iniciais. A ambientação da mesma foi totalmente de acordo com o clima e a temática da série.

## Trilha sonora e ambientação
A parte sonora do jogo foi considerada um de seus pontos mais fortes. As músicas são por vezes misteriosas, únicas e bem adaptadas às situações e ambientes, transmitindo bem os momentos do jogo. Por vezes são fortes e marcantes, por outras, sombrias e sutis. Os efeitos sonoros estão bem trabalhados, representando naturalmente objetos, materiais, elementos naturais, máquinas e diversos detalhes do jogo. Os ambientes foram sonorizados com precisão, dando um toque especial de realismo.
Soul Reaver apresenta também uma dublagem bem trabalhada de seus personagens, transmitindo de maneira convincente suas personalidades e emoções, em diálogos elaborados. Raziel possui uma voz única e com certeza marcante, bem como tirano Kain e o misterioso "Deus Ancião". A equipe de dublagem tratou este trabalho como uma grande produção de Hollywood, empenhando grande tempo e esforço para uma experiência completa.

### Músicas e vozes emSoul Reaver
Kurt Harland compôs a maior parte das músicas de Legacy of Kain: Soul Reaver. Jim Hedges ficou a cargo das partes sonoras restantes. Harland relatou que, sob a direção de Amy Hennig, ele programou músicas para variarem em situações adversas durante o decorrer do jogo - por exemplo, no combate ou nadando. Estas variações foram possíveis através de um drive de "Interface Instrumental Digital" customizada (no inglês MIDI), a qual altera a música baseado em sinais da mecânica do jogo. Cada tribo vampírica tem uma música característica e correspondente; uma delas sendo uma tribo de "vampiros mecânicos" ganhou um tema lento e cadenciado para evocar uma atmosfera de maquinário pesado em funcionamento. Para ajustar ainda mais a música com a atmosfera, a equipe de som consultou os responsáveis pela arte e desenvolvimento dos cenários e fases para inteirarem-se de detalhes sobre o ambiente e elementos nele presentes. Ambas as trilhas sonoras Soul Reaver e Soul Reaver 2 foram lançadas em um álbum promocional em 2001.
Já na dublagem, Raziel ganhou voz através do experiente ator Michael Bell. Tony Jay, já tendo atuado antes na série fazendo a voz de Mortanius em Blood Omen, dubla agora o misterioso "Deus Ancião". Anna Gunn faz a voz sombria de Ariel, como já havia feito no jogo anterior da série. Simon Templeman, dublador de Kain, volta a emprestar sua voz ao personagem. Richard Doyle - o quarto membro recorrente das dublagens de Blood Omen - está de volta no papel do Tecelão do Tempo Moebius.
Bell, Templeman e Jay também fizeram as vozes de Melchiah, Dumah e Zephon, respectivamente, e Neil Ross - que fecha equipe de dublagem - fez as falas de Rahab.

## Jogabilidade
Em Soul Reaver, que trata-se de um título de ação-aventura, o jogador controla Raziel, um vampiro desfigurado e fantasmagórico. O jogo normalmente passa-se de um ponto de vista por trás do personagem principal (sistema em terceira pessoa), mas o jogador pode rodar a câmera ao redor de Raziel utilizando o direcional analógico do controle livremente. A mecânica do jogo gira principalmente em torno da mudança entre os planos "material" e "espectral" de existências para poder progredir nas várias áreas. Mesmo que a interação com objetos seja limitada (quase nula na verdade) no plano espectral, isto pode ser muito vantajoso de fato, pois lá Raziel pode passar por grades que seriam intransponíveis no plano material, além do fato da água ser insubstancial neste plano, permitindo que o personagem ande/salte/plane/lute ou realize ainda qualquer outra ação que só seria possível em terra firme. Porém, a interação com blocos, portas e alavancas só é possível se Raziel estiver no plano material. Muitos dos quebra-cabeças encontrados durante o jogo só podem ser resolvidos combinando-se ações em ambos os planos. Por exemplo: plataformas, pilares e o ambiente no geral possuem forma bem definida no plano material, porém estas formas distorcem-se radicalmente no plano espectral, fazendo pilares erguidos tornarem-se curvados, corredores estreitos alargarem-se, grandes muralhas mudarem de tamanho, etc. Enigmas envolvendo blocos normalmente necessitam que o jogador os rode, empilhe-os e mova-os exaustivamente, tendo às vezes a interferência de inimigos e ainda um certo limite de tempo para completar a tarefa.
Os combates em Soul Reaver seguem pela linha "hack and slash", envolvendo o uso de combinações de ataques diferentes antes que possa ser dado o golpe final. Os inimigos de Raziel lhe surgirão na forma de humanos, criaturas espectrais e, mais comumente, vampiros. Inimigos humanos incluem aldeões, caçadores de vampiros e adoradores dos mesmos. No plano espectral, o jogador enfrenta inimigos inferiores conhecidos como "Sluagh" e as almas de vampiros que a muito estão perdidas neste reino espiritual, tendo transformado-se em espectros. Cada raça de vampiros possui suas próprias características, as quais são provenientes de seu líder de clã. Humanos podem ser eliminados apenas pelo uso de golpes com suas garras ou armas, porém os vampiros precisam ser golpeados até ficarem atordoados e depois executados por empalamento, ateando-lhes fogo, ou atirando-os em armadilhas do cenário, como estacas nas paredes, à luz do sol ou na água. Quando mortos, os inimigos deixam para trás sua alma à vagar sem rumo, momento certo para devora-la e recuperar a energia vital de Raziel, que vai degradando-se automaticamente no plano material, bem como da mesma maneira vai sendo restabelecida no plano espectral. Ao adquirir-se a espada espectral Soul Reaver, ela sustentará a manifestação física de Raziel no plano material, fazendo com que o espectro não mais perca energia nele. Contudo o protagonista perde a espada instantaneamente tão logo receba algum dano por combate, e pode manifesta-la novamente apenas se restaurar sua barra de vida ao seu nível máximo mais uma vez.
No início, Raziel pode saltar, planar usando o que restou de suas asas rasgadas, mover blocos e pegar e arremessar inimigos (se os mesmos estiverem atordoados). Inicialmente desarmado, ele deve lutar apenas fazendo uso de suas garras, mas pode mais adiante apanhar armas pelo cenário como rochas, tochas, lanças e bastões. Em determinado ponto do jogo, Raziel adquire a espada espectral Soul Reaver, e mesmo com ela manifestada, ainda é possível ao espectro carregar uma arma nas mãos (neste caso, a espada torna-se uma espiral de luz em torno do braço de Raziel, manifestando novamente sua "lâmina" tão logo as mãos do personagem fiquem livres). Raziel pode mudar livremente e sem restrições para o plano espectral, mas só poderá fazer a transição para o material através de portais especiais (como fendas dimensionais) que são encontradas apenas em alguns pontos e somente se estiver com a energia completa. Raziel também é imediatamente mandado para o plano espectral caso sua energia se esgote (significando que sua manifestação física dissolveu-se). Com o progresso do jogo, Raziel torna-se capaz de atravessar grades estando no mundo espectral, e escalar certas paredes no plano material. Inicialmente possuindo uma fraqueza mortal à água, esta é superada quando Raziel aprende a nadar. O jogador ainda pode encontrar relíquias ancestrais que concedem à Raziel vários benefícios. Algumas, quando encontradas em número suficiente, aumentam a quantidade máxima de energia de Raziel ou sua capacidade de utilizar efeitos mágicos, existindo ainda outra que concede ao espectro a habilidade de atirar projéteis de telecinésia através de suas próprias mãos ou canalizados pela Soul Reaver. Estes projéteis causam dano mínimo aos inimigos, porém podem atirá-los para armadilhas, e ainda podem fazer cubos moverem-se à distância. "Batizando" a Soul Reaver em um altar de chamas secreto, ela tornará-se então a Fire Reaver, a qual incendeia inimigos e adiciona chamas aos projéteis telecinéticos. Os efeitos mágicos citados anteriormente são adquiridos pelo protagonista quando o jogador encontra Glifos imbuídos com poderes místicos através das áreas por onde estão escondidos. Tais glifos permitem ataques que atingem grupos de inimigos simultâneos, permitindo à Raziel lidar melhor com hordas de oponentes. Dentre eles, há os que causam danos leves, mais pesados e ainda os que eliminam um grupo inteiro instantâneamente, incinerando-os ou explodindo-os de uma só vez.

## Marketing e lançamento
Em 1998, Legacy of Kain: Soul Reaver foi apresentado na E3 onde impressionou. Na ocasião, atendentes do estande distribuíam CDs de apresentação do jogo promocionais. Com o tempo, mais CDs com uma versão demonstrativa para experimentação foram lançados no comércio, incluindo um que vinha como brinde na revista "Official PlayStation Magazine". Soul Reaver foi lançado para PC e para o sistema Sony PlayStation em 1999 e para o sistema Sega Dreamcast em 2000. As versões para PC e Dreamcast usaram um "frame rate" (taxa de velocidade gráfica) maior que a versão para PlayStation, sendo que para Dreamcast o jogo ainda ganharia gráficos melhorados. Uma versão japonesa do jogo estava planejada, mas foi cancelada posteriormente. Em 2000, Soul Reaver foi incluído na lista "Sony Greatest Hits", e mais de 1.5 milhões de cópias foram vendidas até 2001. A Sony ainda relançaria o game para download digital na PlayStation Network em novembro de 2009.
A Eidos Interactive, empresa que publicou Soul Reaver, gastou US$4,000,000 numa campanha de pré-lançamento, a qual incluiu artigos em revistas, comerciais em rede televisiva e anúncios em revistas em quadrinhos publicadas pela Top Cow Productions. Devido aos lançamentos em cinema daquela época (1999)- O Sexto Sentido, A Bruxa de Blair e A Múmia - o lançamento de Soul Reaver foi considerado "no momento ideal", por ser um game com fortes influências de horror. A ausência dos atordoantes "load times" (tempo de carregamento que o jogo leva para se passar de um ambiente a outro) foi a chave do marketing positivo, apontado por vários críticos.
Após o sucesso alcançado pelo game, a Eidos e a conhecida indústria de brinquedos tipo "figuras de ação" BBI, uniram-se para lançar figuras articuladas de Raziel e Kain.

### Recepção
A atmosfera gótica e obscura de Soul Reaver teve no geral uma boa aceitação. As principais publicações especializadas fizeram resenhas sobre o jogo. O conhecido site GameRankings atribuiu uma média de 89%, baseado em 31 resenhas. Já outro outro site referência em índices de aprovação, o Metacritic, atribuiu a média de 91%, tendo baseado-se em 17 resenhas.
De maneira geral, o jogo teve bons resultados. A publicação Computer Gaming World elogiou a história no estilo Lúcifer (alusão ao anjo caído que busca vingança contra seu criador) que envolve o jogador. A trama abordada pelo título também foi elogiada pela Game Informer como sendo "macabra e interessante". Para a IGN, a opinião final foi de que era "um jogo muito ambicioso, e ainda um que cumpre quase tudo o que se propõe - algo que poucos outros conseguiram fazer". Na declaração da GameSpot, a atmosfera do jogo foi descrita como tão rica quanto a de Blood Omen, e ainda impressa de maneira menos dramática e mais envolvente. O crítico da GamesRadar foi veemente ao classificar Soul Reaver como o #4 em sua lista de 2007 dos "7 Melhores Apocalipses do Vídeogame", dizendo que o ambiente devastado de Nosgoth "foi a mais fascinante e desolada "terra-de-ninguém" que já explorei". Já a Game Informer teceu uma crítica menos positiva em relação as demais, declarando que "mesmo após anos de desenvolvimento, Soul Reaver não parecia completo. Parecia terminado às pressas".
Os gráficos foram enaltecidos. O site Allgame expressou-se sobre a apresentação e as cenas em CG do jogo, chamando-as de "bem encaixadas" e citando que estas possuíam uma frequência correta, não sendo muito exageradas nem limitadas demais. A crítica da IGN elogiou as cenas em computação gráfica, as quais afirmaram terem sido bem trabalhadas, e que os movimentos de Raziel foram bem animados e articulados. A publicação GamePro pontuou de maneira positiva o fato de poder viajar entre os planos material e espectral, particularmente impressionados pelos efeitos visuais envolvidos no processo de transição entre eles. Dentre todos, o famoso website GameSpot foi a que mais exaltou este fator, citando os gráficos de Soul Reaver como estando "entre os melhores da história do PlayStation".
O som do jogo recebeu, em sua maioria, boas críticas. A equipe da IGN elogiou a trilha sonora por fluir com a atmosfera sem nunca atribulá-la. Na resenha do GameSpot, foram exaltados especialmente os trabalhos de dublagem, os quais classificaram em sua lista das "10 Melhores Dublagens dos Games" com bom destaque. Porém, a trilha sonora não agradou da mesma maneira a equipe da RPGamer, que declarou ser ela tediosa e "mais indicada para colocar crianças para dormir", além de que os inimigos pareciam soar como "animais num celeiro".
Em termos de mecânica, jogabilidade e desafio, o jogo recebeu críticas mistas. Sobre a jogabilidade em específico, o site IGN expressou que aprender as habilidades dos irmãos de Raziel constitui uma boa parte da diversão proporcionada pelo título. Sobre este aspecto, o RPGamer declarou que a mecânica era fluente e adequada. O crítico do site aliás, ao deparar-se com a interface do jogo, temeu ser Soul Reaver uma cópia da série Tomb Raider à primeira vista, porém aliviou-se ao ver que não era esta a verdade ao começar a jogar. O "banquete de almas" foi o ponto que mais agradou a revista Computer Gaming World e também o elemento da mecânica que fez com que o crítico Alexander Smith, do jornal Star Tribune, comparasse Soul Reaver com a série televisiva Outlander. A possibilidade de viajar por reinos de um vasto mundo através de portais de acesso rápido foi a parte favorita apontada pela GamePro. Já a equipe GameSpot fez uma crítica negativa referente a esta parte, dizendo que os símbolos utilizados para representar cada reino nos portais são confusos e em quase nada lembram a área em que estão localizados. Finalmente, como ponto em comum apontado por praticamente todas as críticas, o jogo foi considerado extremamente não-linear e seus objetivos durante o jogo muito abstratos, não sendo tão raro ficar sem saber para onde ir enquanto se avança no enredo.
Atrelada à jogabilidade está a câmera do jogo, a qual também foi avaliada em específico. Encontrando dificuldades mínimas ao utilizar os controles da câmera, a GameSpot comparou-os com os de Banjo-Kazooie, e declarou que os jogadores poderiam manipula-las fácil e deliberadamente para ver melhor os movimentos de Raziel. Já o Tampa Tribune foi contrário a esta opinião, criticando negativamente a câmera. Para o Tribune, esta não é dinâmica e pode atrapalhar em certos pontos, apesar de notar que, com o comando que faz com que a visão foque-se imediatamente diante do personagem, esta falha pudesse ser contornada sem interferir muito na diversão.
Passando para o aspecto "Desafio", novamente Soul Reaver deixou de ser unanimidade, tendo opiniões diversificadas. Mais uma vez manifestando-se, o GameSpot criticou a falta de desafio nos encontros contra os chefes do jogo, além de declarar que, de maneira geral, não havia de fato inimigos difíceis de serem derrotados. Porém declarou que os empalamentos casuais à vampiros durante as andanças através dos reinos tornavam a experiência mais interessante, trazendo mais diversão à batalhas simples. Os quebra-cabeças (enigmas espalhados pelo jogo, com a resolução estando em movimentar-se cubos) por outro lado, foram apontados como fator desafiador no título. Segundo a AllGame, estes quebra-cabeças desafiariam "a todos, exceto os jogadores mais experientes", enquanto a Game Informer foi mais radical, dizendo serem estes "difíceis ao ponto de leva-lo à loucura". Por fim, a Next Generation Magazine considerou o jogo desafiador devido aos "quebra-cabeças difíceis e a falta de um mapa para localizar-se", fato este que exigiria do jogador uma certa memória afiada para lembrar-se dos caminhos já percorridos.
O desfecho da história foi duramente criticado, agradando a poucos. O site 1UP, de maneira descontraída, classificou Soul Reaver como segundo colocado em sua lista de seus "5 Melhores Games a Terminarem 'na Metade' ", declarando sem reservas "está bem claro que a trama teria concluído-se de maneira bem diferente, não tivesse o capital inconvenientemente ter-se acabado". De forma igual, a PC Zone desapontou-se com o final estilo "cliffhanger", fazendo o jogo "terminar de maneira muito insatisfatória".
A versão para computadores domésticos foi igualmente criticada. A equipe da PC Zone criticou-a por seus gráficos "serrilhados", impróprios para a alta capacidade do PC em relação ao Playstation, e também pelo controle da câmera, que nesta versão tornou-se mais confuso que na do console. Isto levou a publicação à declarar que esta "parece uma versão de Playstation transportada às pressas e de qualquer maneira para os PCs". A Computer Gaming World também notou similaridades entre as deficiências apresentadas nas versões citadas, dizendo serem claramente idênticas, quando a do PC poderia ter sido melhor trabalhada.
Já a versão para Dreamcast, lançada no ano seguinte, chegou a ser citada pela IGN como "possivelmente o jogo para consoles domésticos mais bonito já feito". A Next Generation Magazine propagou este ponto, declarando que "mesmo que você tenha a versão para Playstation, vai querer ao menos alugar esta", embora tenha expressado da mesma maneira certo desapontamento, uma vez que nenhum conteúdo extra foi introduzido na versão para Dreamcast, que poderia ter tido a capacidade de sua mídia superior em relação ao CD comum melhor aproveitada.